# بوکسور (فیلم ۲۰۱۲)
«بوکسر» (انگلیسی: The Boxer (2012 film)) یک فیلم است که در سال ۲۰۱۲ منتشر شد. از بازیگران آن می‌توان به پل باربر اشاره کرد.